# محمود قندیل
محمود قندیل (عربی: محمود قنديل؛ زادهٔ ۱۱ اوت ۱۹۸۸) بازیکن فوتبال اهل اسرائیل است.
از باشگاه‌هایی که در آن بازی کرده‌است می‌توان به باشگاه فوتبال بنی سخنین اشاره کرد.